# (2494) Inge
(2494) Inge (1981 LF; 1935 HG; 1935 JC; 1935 KM; 1936 NF; 1952 KK1; 1954 UO1; 1955 YE; 1961 CN; 1971 SR2; 1977 XG) ist ein ungefähr 47 Kilometer großer Asteroid des äußeren Hauptgürtels, der am 4. Juni 1981 vom US-amerikanischen Astronomen Edward L. G. Bowell am Lowell-Observatorium, Anderson Mesa Station (Anderson Mesa) in der Nähe von Flagstaff, Arizona (IAU-Code 688) entdeckt wurde.

## Benennung
(2494) Inge wurde nach Jay L. Inge benannt, die Kartografin am US Geological Surveys Branch of Astrogeologic Studies in Flagstaff war.